# Gongylidioides communis
Gongylidioides communis är en spindelart som beskrevs av Saito och Ono 200. Gongylidioides communis ingår i släktet Gongylidioides och familjen täckvävarspindlar. Inga underarter finns listade i Catalogue of Life.